# G12.1 AL et ex-Prusse
Les Decapod série G 12.1 numéros 5546 à 5562 sont des locomotives à vapeur d'origine prussienne.

## Genèse
Au début des années 1910, les Chemins de fer prussiens (KPEV) étaient confrontés à l'accroissement du poids des trains de marchandises ; les G8.1, développées pour ce service, se montraient insuffisantes devant les trains les plus lourds, ce qui justifia, à partir de 1913, la mise au point d'un modèle plus grand et plus puissant.
21 locomotives série G12.1 furent construites par Henschel et livrées aux KPEV de 1915 à 1917, alors que la Première Guerre mondiale avait déjà commencé. Les chemins de fer impériaux d'Alsace-Lorraine (EL) avaient également besoin de locomotives de grande puissance et commandèrent douze G12.1[Où ?].
Ces locomotives, fort lourdes et chères, souffraient d'un empattement trop long et trop rigide, manquaient quelque peu de puissance et ne pouvaient pas être utilisées sur les lignes à faible armature. Ces multiples défauts conduisirent les ingénieurs à étudier un modèle plus simple, la G12, sur la base de Decapod mises au point par Henschel pour les Chemins de fer ottomans d'Anatolie (de). Mis à part les Chemins de fer impériaux d'Alsace-Lorraine, seuls les Chemins de fer d'État du royaume de Saxe (de) s'intéressèrent aux G12.1 dont ils s'inspirèrent pour les vingt locomotives série XIII H, qui se distinguent par quelques améliorations (dont un meilleur surchauffeur).
Durant la guerre, un certain nombre de G12.1 prussiennes furent affectées en Belgique occupée. Au titre des prestations d'armistice de 1918, les douze G12.1 alsaciennes ainsi que cinq G12.1 prussiennes furent attribuées à la France tandis que plusieurs G12.1 prussiennes[Combien ?] furent attribuées à la Belgique.[réf. nécessaire]
15 G12.1 prussiennes, restées en Allemagne après l'armistice, furent réimmatriculées par la DRG 58 001 à 015. Douze furent radiées au début des années 1930, la 58 014 fut radiée en 1941. En 1945, seules subsistent les 58 002 et 005, qui furent radiées en Allemagne de l'Est dans les années 1950.

### Les G12.1 cédées à la France
Les numéros 5551 à 5562 correspondent aux douze G12.1 directement commandées par les chemins de fer impériaux d'Alsace-Lorraine (EL) et livrées en 1915. Les numéros 5546 à 5550 sont les anciennes machines de la Compagnie des chemins de fer de l'Est où elles étaient immatriculées série 13 numéros 5101 à 5105. Ces machines livrées au titre des prestations d'armistice de 1918 furent cédées au réseau ferroviaire d'Alsace-Lorraine (AL) avant 1938.

## Description
Ces Decapod disposaient d'un moteur à trois cylindres à simple expansion et la distribution était du type « Walschaerts ». Le foyer était un foyer de type « Crampton » à grille étroite. L'échappement était fixe de type « Allemand ». Le bissel avait un déplacement latéral de + ou - 80 mm et était du type « Krauss ». Le dernier essieu moteur avait un déplacement latéral de + ou - 20 mm pour faciliter l'inscription en courbe.

## Utilisation et services
Elles étaient très proches des Decapod de type G12 AL 5563 à 5689 (futures : 1-150 C 563 à 689) de par le moteur et par les possibilités de traction. De plus elles donnèrent naissance à la future série 13 numéros 150-001 à 150-195 (futures : 1-150 E 1 à 195) de la Compagnie des chemins de fer de l'Est. L'AL leur confia la remorque des trains de minerai dans le bassin lorrain; tâche qu'elles accomplirent jusqu'à l'arrivée des 150 X nettement plus puissantes. La série fut immatriculée 1-150 B 546 à 562 à la SNCF et a été radiée de l'inventaire pour l'année 1955 moins la 1-150 B 560 disparue en Allemagne.

## Tenders
Les tenders qui leur furent accouplés ont toujours été les mêmes : il s'agissait de tenders à bogies Diamond contenant 21,5 m3 d'eau et 7 t de charbon. Ils portèrent les numéros 5551 à 5562 puis 1-21 E 551 à 562 pour les ex-AL et 5001 à 5005 puis 5546 à 5550 puis 1-21 E 1 à 5 pour les ex-Est.

## Caractéristiques
- Pression de la chaudière : 14 kg/cm2
- Diamètre du cylindre HP : 560 mm
- Diamètre des cylindres BP : 560 mm
- Diamètre des roues motrices : 1 400 mm
- Diamètre des roues du bissel : 1 000 mm
- Masse en ordre de marche : 98,8 t
- Masse adhérente : 84,9 t
- Longueur hors tout : 12,710 m
- Masse du tender en ordre de marche : 50 t
- Masse totale : 148,8 t
- Longueur totale : ?
- Vitesse maxi en service : 65 km/h